# Lezioni private (film 2022)
Lezioni private (Özel Ders) è un film del 2022 diretto da Kivanç Baruönü.

## Trama
Azra si finge un'insegnante di ripetizioni per cercare di aiutare gli studenti a raggiungere i loro obiettivi sia nella vita che nell'amore nonostante i numerosi intoppi che le si porranno davanti.

## Distribuzione
Il film è stato distribuito sulla piattaforma Netflix il 16 dicembre 2022.